# Dorados de Los Mochis
El club Dorados de Los Mochis fue un equipo de fútbol de México, de la ciudad de Los Mochis en Sinaloa que jugó en la Segunda división mexicana.

## Historia
El equipo se funda cuando las directivas de Broncos de Los Mochis y Dorados de Sinaloa hicieron formal la presentación del equipo Dorados de Los Mochis que participaran en la Segunda División del Fútbol Mexicano con derecho al ascenso a la Primera "A", arrancando actividades este 17 de agosto con un partido aún por definir.
Dorados de Los Mochis estará en la zona occidente, la más complicada del fútbol de segunda división nacional junto a equipos como Chivas de Guadalajara, Chivas de San Rafael, Monarcas, Tecos UAG, Búhos de Hermosillo, Palmeros de Colima, Delfines de Los Cabos entre otros.
El técnico será Cesar Alfredo Moreno, quien es padre del campeón mundial sub-17 Héctor Moreno quien milita en el AZ Alkmaar de la Eredivisie.
El equipo contará con 7 mochitenses en sus filas, como lo son Diego "Jahuara" Ramírez, José "Cuate" Castro y otros más que están por definirse, inclusive se puede dar que venga a reforzar en algunos partidos el campeón del mundo Sergio Arias.
El plantel se podrá ver reforzado por jugadores de Primera "A" de Dorados que den la edad para la segunda división.
Dorados Mochis en el Apertura 2008 Fue Sublíder General y segundo lugar en la Zona Norte con 38 puntos máximos en la historia de una franquicia de un equipo profesional en los mochis y entraron en la liguilla por segunda vez y quedaron eliminados por Loros de Colima en cuartos de final.
Clausura 2009 fue un excelente torneo fue segundo lugar en la Tabla General y segundo de su grupo con 44 puntos, histórico de una franquicia de un equipo profesional en los mochis entraron en la liguilla goleando a en casa el partido de vuelta 5-1 a Reboceros de La Piedad y en semifinales se enfrentó a Picudos de Manzanillo y alcanzó empatar en los últimos minutos en visita se fueron a los tiempos extras Saco la Victoria de 4-3 marcador global pasaba el equipo de Dorados Mochis haciendo historia de una franquicia en llegar en estas instancia en la Final jugándose en el partido de ida en el estadio centenario contra la Universidad de Fútbol cayendo por primera vez del torneo en casa con un marcador 2-1 y el de vuelta iba ganando Dorados Mochis con Gol de Dionicio Escalante pero después reaccionó el equipo de la universidad de fútbol y el marcador quedó 3-1 y quedaron subcampeones en la liga premier de ascenso clausura 2009.
Carlos Armando Carrillo Gil, originario de Los Mochis, fue campeón goleador jugando para este equipo.

## Desaparición del Club
En el 2012  la Franquicia se traslada a Los Altos de Jalisco para llamarse Deportivo Los Altos un año después vuelve a tener fútbol de Segunda División Mexicana pero en Liga  de Nuevos Talentos con el nombre Santos Los Mochis.

## Estadio Centenario
El estadio Centenario se inauguró para la temporada de Apertura 2004, en el partido disputado entre los Tigres de Los Mochis (en ese entonces llamados Tigrillos-Broncos) contra el Correcaminos de la UAT, con la victoria para los locales de 2 a 1, marcando el primer gol en la historia del Estadio Centenario, así se disputó el primer partido oficial de Primera División "A" en la ciudad.
Cuenta con una capacidad para 9,000 personas en su totalidad, el horario oficial de los partidos es a las 17:00 los días sábados. Se encuentra dividido por sector oriente y sector poniente, contando en ambos lados con cómodas instalaciones para nuestros aficionados. Cuenta también con su área de palcos, contando con aire acondicionado y baños exclusivos.
El estadio se localiza en Blvd. Centenario s/n esq. con Berlín, col. Los Cedros 33 en la ciudad de Los Mochis, Sinaloa.
- Datos: Q8770344